# Pereszkowo
Pereszkowo (lub Pyszkowo) – jezioro w Polsce, w województwie warmińsko-mazurskim, położone w Olsztynie na terenie osiedla Podleśna, leżące na terenie Pojezierza Olsztyńskiego.
Powierzchnia jeziora wynosi 1,8 ha. Średnia głębokość zbiornika wodnego to 2,2 m, a maksymalna – 4,5 m. Długość linii brzegowej wynosi 1000 m.
Według danych uzyskanych poprzez planimetrię jeziora na mapach w skali 1:50 000 opracowanych w Państwowym Układzie Współrzędnych 1965, zgodnie z poziomem odniesienia Kronsztadt powierzchnia zbiornika wodnego to 1,4 ha.
Jezioro o brzegach wzniesionych, porośniętych drzewami. Linia brzegowa słabo rozwinięta. Graniczy z cmentarzem przy ul. Poprzecznej i terenami zabudowanymi.